# Str8 off tha Streetz of Muthaphukkin Compton
Str8 off tha Streetz of Muthaphukkin Compton (Straight off the Streets of Muthafucking Compton) è un album postumo del rapper Eazy-E. È stato distribuito il 24 novembre del 1995, otto mesi dopo la sua morte. Contiene i singoli "Tha Muthaphukkin Real" & "Just tah Let U Know".

## Informazioni sull'album
L'album in precedenza era un doppio album la cui produzione iniziò nel 1992 e doveva essere distribuito nel 1993 con il titolo "Temporary Insanity", ma fu rimandato a causa della faida con Dr. Dre e dall'urgenza di ultimare It's On (Dr. Dre) 187um Killa. Già nel 1993 subito dopo aver realizzato il video per "Real Muthaphuckkin G's" Eazy-E dichiarò che il suo prossimo album avrebbe avuto il titolo "Str8 Off Tha Streetz of Muthaphukkin Compton". Eazy-E infine disse verso la fine del 1994 che l'album sarebbe stato distribuito nell'estate dell'anno successivo. L'Album fu pubblicato otto mesi dopo la sua morte, inizialmente conteneva 2 CD era impostato per avere 60 tracce ma solo 14 di queste sono state pubblicate. Sua moglie, Tomica Wright, ha detto che le tracce esistono, ma devono ancora essere pubblicate perché ci sono molti problemi legali che devono essere ancora risolti. Alcuni brani inediti appaiono nell'EP del 2002 Impact Of A Legend.
Una traccia extra doveva essere pubblicata nella riedizione del 2002 ma venne scartata.
La canzone "Wut Would You Do" era un diss rivolto alla Death Row Records. La canzone fa commenti su Dr. Dre, e altri artisti vari coinvolti con la Death Row, come Snoop Dogg e Tha Dogg Pound. In una intervista nel documentario di Lil Eazy-E The Life and Timez of Eric Wright, Eazy-E cita delle collaborazioni con artisti importanti come Bootsy Collins, Guns N' Roses, Tupac Shakur, The Notorious B.I.G., Ice-T, Kool G Rap, Too $hort, KRS-One, e molti altri.
Numerosi rumor su diverse tracce inedite sono molto diffusi. DJ Yella ha confermato due brani inediti, il primo dal titolo "Still Fuck'Em'", una canzone con lo stile di "Fuck tha Police" (famosa traccia degli N.W.A, di cui Eazy e Yella erano membri), con il featuring di un altro compagno degli N.W.A, ovvero MC Ren, mentre il secondo dal titolo "Heat Melts Cubes" era un diss del 1991 rivolto ad Ice Cube nel pieno della faida tra gli N.W.A. e quest'ultimo. Altri artisti legati a Ruthless Records tra cui Dirty Red, B.G. Knocc Out, Dresta, Bone-Thugs-n-Harmony e Sylk-E. Fyne confermarono in seguito durante gli anni molte altre tracce. Buona parte di tali tracce inedite erano contenute nel secondo CD che doveva essere pubblicato nel 1996 ma rimase inedito a causa di alcuni problemi legali.
L'album ha venduto circa 1.000.000 di copie negli Stati Uniti.

## Tracce
1. First Power
2. Old School Shit (Featuring B.G. Knocc Out, Dresta & Sylk-E. Fyne) (Diss Tha Dogg Pound, Dr. Dre, Tweedy Bird Loc & Snoop Doggy Dogg)
3. Sorry Louie
4. Just tah Let U Know
5. Sippin on a 40 (Featuring B.G. Knocc Out & Dresta)
6. Nutz on Ya Chin
7. Tha Muthaphukkin Real (Featuring MC Ren)
8. Lickin', Suckin', Fuckin'
9. Hit the Hooker
10. My Baby'z Mama
11. Creep N Crawl
12. Wut Would You Do (Featuring Dirty Red) (Diss Snoop Doggy Dogg, Tha Dogg Pound, Suge Knight, & Dr. Dre)
13. Gangsta Beat 4 tha Street (Featuring B.G. Knocc Out, Dresta & Menajahtwa)
14. Eternal E (Featuring Roger Troutman & DJ Yella)

## Durata
Il disco in totale, dura 53:45.
1. First Power: 0:48
2. Old School Shit: 4:00
3. Sorry Luoie: 4:03
4. Just tah Let U Know 4:08
5. Sippin on a 40: 4:30
6. Nutz on Ya Chin: 3:07
7. Tha Muthaphukkin Real: 4:21
8. Lickin', SUckin', Fuckin': 2:26
9. Hit the Hooker: 2:52
10. My Baby'z Mama: 3:43
11. Creep N Crawl: 4:11
12. Wut Would You Do: 5:51
13. Gangsta Beat 4 tha Street: 3:40
14. Eternal E: 5:25

## Inediti
1. 200 Miles And Runnin (featuring B.G. Knocc Out, Gangsta Dresta) (unreleased)
2. 24 Hours To Live (pubblicata in Featuring...Eazy-E)
3. Black Nigga Killa (Original Solo Version) (pubblicata in Featuring...Eazy-E)
4. Cock The 9 (remixata e pubblicata in Impact of a Legend featuring Phalos Mode, Loco S.A.B. & The Genie)
5. Compton Thugsta (unreleased) (prodotta da DJ Quik)
6. Down 4 Compton (featuring B.G. Knocc Out, Gangsta Dresta) (Registrata nel 1993) (unreleased)
7. Eastside Drama (featuring Brownside)
8. Eazy 1,2,3 (remixata e pubblicata in Impact Of A Legend featuring Phalos Mode & Loesta)
9. Everything I Luv (unreleased)
10. Evil Lurks Within (unreleased)
11. Heat Melts Cubes (Ice Cube Diss) (unreleased) (Registrata nel 1991)
12. House Party (featuring Gangsta Bitch Mentality) (unreleased) (Registrata nel 1994)
13. Itz Still Eazy (unreleased)
14. Luv 4 Dem Gangsta'z (pubblicata in Featuring...Eazy-E)
15. No More Tears (Originally featuring Gangsta Bitch Mentality) (remixata e pubblicata in Impact Of a Legend)
16. Remember Beeyatch (featuring Dirty Red) (unreleased) (Registrata nel 1994)
17. Remember Me/The Doctor Skit (unreleased)
18. Sho Ya Luv (unreleased)
19. Sleepwalkers (Original Solo version) (unreleased) (Registrata nel 1993)
20. Still Fuck 'Em (Originale featuring MC Ren) (pubblicata in Impact of a Legend feat. Paperboy)
21. Stay Easy (Unreleased)
22. Street Science (Unreleased)
23. Switchez (featuring Roc Slanga) (pubblicata in Impact of a Legend)
24. Temporary Insanity (unreleased) (Registrata nel 1993)
25. The Rev (Skit) (pubblicata in Impact of a Legend)
26. (Unknown Song Title) (featuring Bootsy Collins) (unreleased)
27. (Unknown Song Title) (featuring Tupac Shakur) (unreleased) (Registrata nel 1993)
28. (Unknown Song Title) (featuring Scarface) (unreleased) (Registrata nel 1994)
29. (Unknown Song Title) (featuring Dolemite) (unreleased) (registrata nel 1993)
30. Yellow Brick Road To Compton (featuring Guns N' Roses) (unreleased)
31. Ruthless Radio Theme (featuring Dirty Red, Tony G, DJ Yella & DJ Julio G) (2002 re-release cut track)